# Kyren Wilson
Kyren Wilson (Kettering, 23 december 1991) is een Engels professioneel snookerspeler. Hij werd wereldkampioen in 2024.

## Carrière
Na zijn vijfde plaats in de PIOS-rankings van 2009/2010 werd hij in 2010 professional. 
Wilson won zijn eerste rankingtitel tijdens de 2015 Shanghai Masters door als nummer 54 in de wereld in de finale Judd Trump met 10–9 te verslaan. 
In 2018 wist Wilson de finale te bereiken van het prestigieuze Masters, maar verloor met 10-7 van Mark Allen. Hij verloor ook de finale van Judd Trump in het Welsh Open 2020, maar had wel Neil Robertson uitgeschakeld. Dat jaar had hij al de halvefinale bereikt van de World Grand Prix.
Hij versloeg in de kwartfinale van het WK 2020 de regerende wereldkampioen Judd Trump voor een plaats in de halve finale. Daarin versloeg hij Anthony McGill (17-16), maar verloor vervolgens de finale tegen Ronnie O'Sullivan met 18-8. 
Nog nooit won een speler die het jaar ervoor zijn eerste wereldtitel veroverde het WK in Sheffield, wat bekend staat als 'the curse of the Crucible'. Daarvoor was in 2020 dus Wilson verantwoordelijk. Op 6 mei 2024 werd Wilson wereldkampioen door in de finale Jak Jones met 18-14 te verslaan.
Op 19 januari 2025 was hij voor de tweede keer verliezend finalist, met 10-7 van Shaun Murphy, op het Masters-toernooi.
Op 19 april 2025 werd Wilson zelf ‘slachtoffer’ van de Crucible Curse: hij verloor in de eerste ronde van het  WK in Sheffield met 9-10 van Lei Peifan. 

## Belangrijkste resultaten

### Rankingtitels
| #   | Seizoen     | Toernooi              | Verliezend finalist | Verliezend finalist | Score |
| --- | ----------- | --------------------- | ------------------- | ------------------- | ----- |
| 1.  | 2015 / 2016 | Shanghai Masters      | Judd Trump          | ENG                 | 10-9  |
| 2.  | 2018 / 2019 | Paul Hunter Classic   | Peter Ebdon         | ENG                 | 4-2   |
| 3.  | 2018 / 2019 | German Masters        | David Gilbert       | ENG                 | 9-7   |
| 4.  | 2020/2021a  | Championship League   | Judd Trump          | ENG                 | 3-1   |
| 5.  | 2022 / 2023 | European Masters      | Barry Hawkins       | ENG                 | 9-3   |
| 6.  | 2023 / 2024 | Wereldkampioenschap   | Jak Jones           | WAL                 | 18-14 |
| 7.  | 2024 / 2025 | Xi'an Grand Prix      | Judd Trump          | ENG                 | 10-8  |
| 8.  | 2024 / 2025 | Northern Ireland Open | Judd Trump          | ENG                 | 9-3   |
| 9.  | 2024 / 2025 | German Masters        | Barry Hawkins       | ENG                 | 10-9  |
| 10. | 2024/2025   | Players Championship  | Judd Trump          | ENG                 | 10-9  |

### Niet-rankingtitels
| #  | Seizoen    | Toernooi            | Verliezend finalist | Verliezend finalist | Score |
| -- | ---------- | ------------------- | ------------------- | ------------------- | ----- |
| 1. | 2020/2021b | Championship League | Mark Williams       | WAL                 | 3-2   |
| 2. | 2025/2026  | Shanghai Masters    | Ali Carter          | ENG                 | 11-9  |

### Wereldkampioenschap
Hoofdtoernooi (laatste 32 of beter):
| #   | Seizoen     | Editie  | Prestatie      | Extra                                  |
| --- | ----------- | ------- | -------------- | -------------------------------------- |
| 1.  | 2013 / 2014 | WK 2014 | Laatste 32     | Verloor met 10-7 van Ricky Walden      |
| 2.  | 2015 / 2016 | WK 2016 | Kwartfinale    | Verloor met 13-8 van Mark Selby        |
| 3.  | 2016 / 2017 | WK 2017 | Kwartfinale    | Verloor met 13-6 van John Higgins      |
| 4.  | 2017 / 2018 | WK 2018 | Halve finale   | Verloor met 17-13 van John Higgins     |
| 5.  | 2018 / 2019 | WK 2019 | Kwartfinale    | Verloor met 13-8 van David Gilbert     |
| 6.  | 2019 / 2020 | WK 2020 | Finale         | Verloor met 18-8 van Ronnie O'Sullivan |
| 7.  | 2020 / 2021 | WK 2021 | Halve finale   | Verloor met 17-12 van Shaun Murphy     |
| 8.  | 2021 / 2022 | WK 2022 | Laatste 16     | Verloor met 13-9 van Stuart Bingham    |
| 9.  | 2022 / 2023 | WK 2023 | Laatste 16     | Verloor met 13-2 van John Higgins      |
| 10. | 2023 / 2024 | WK 2024 | Wereldkampioen | Won met 18-14 van Jak Jones            |
| 11. | 2024 / 2025 | WK 2025 | Laatste 32     | Verloor met 10-9 van Lei Peifan        |

Joe Davis · Walter Donaldson · Fred Davis · Horace Lindrum · John Pulman · John Spencer · Ray Reardon · Alex Higgins · Terry Griffiths · Cliff Thorburn · Steve Davis · Dennis Taylor · Joe Johnson · Stephen Hendry · John Parrott · Ken Doherty · John Higgins · Mark Williams · Ronnie O'Sullivan · Peter Ebdon · Shaun Murphy · Graeme Dott · Neil Robertson · Mark Selby · Stuart Bingham · Judd Trump · Luca Brecel · Kyren Wilson · Zhao Xintong